# Nectopsyche minuta
Nectopsyche minuta är en nattsländeart som först beskrevs av Banks 1900.  Nectopsyche minuta ingår i släktet Nectopsyche och familjen långhornssländor. Inga underarter finns listade i Catalogue of Life.